# Rue Montlosier
La rue Montlosier est une voie importante du centre de Clermont-Ferrand.

## Situation et accès
Cette rue longe le flanc nord du plateau central clermontois et relie la place Delille, à l'est à la place Gaillard à l'ouest via la rue André-Moinier qui est dans son prolongement.
Au sud, elle est surplombée par la rue Claussmann, la  place d'Espagne et le square Blaise-Pascal. Elle n'est lotie que du côté nord, par une suite d'immeubles, cachant un dénivelé important 
La ligne A du tramway de Clermont-Ferrand passe tout le long de l'avenue, en occupant une grande partie de sa largeur.
Une petite rue partant de la rue Montlosier et parallèle à cette dernière porte le nom de Petite rue Montlosier. Sur cette étroite rue descendante, deux de ces immeubles sont reliés à la rue Montlosier par des passerelles.

## Origine du nom
Cette voie est nommée en référence à François Dominique de Reynaud, comte de Montlosier (1755-1838), homme politique clermontois qui s'est distingué de la Révolution française à la monarchie de Juillet. Anti-révolutionnaire mais très critique contre son camp et surtout le Clergé, il sera un temps favorable à Napoléon. Sous la monarchie de Juillet, il deviendra conseiller général du Puy-de-Dôme et pair de France.

## Historique
Son tracé longe le rempart médiéval de Clermont et des vestiges de cette dernière y sont encore présent comme des portions de murailles voir de tours, comme celle de Layat qui est encore conservée.
Au 19e siècle, elle a accueilli le premier tramway à traction électrique et alimentation par trolley de France.

## Bâtiments remarquables et lieux de mémoire
Au no 25, une plaque rappelle que Louis Pasteur, lors de son séjour à Clermont-Ferrand (1871), a vécu dans cet immeuble, accueilli par son ancien élève Émile Duclaux, alors professeur à l'université. C'est pendant ce séjour qu'il commença ses recherches sur la bière.